# Scharnhorst (Fernsehserie)
Scharnhorst ist eine fünfteilige Fernsehserie des DFF über die Tätigkeit des preußischen Militärreformers Gerhard von Scharnhorst im Zeitraum von 1806 bis 1813 während der Befreiungskriege. Sie wurde 1981 auch von einigen Fernsehsendern in der Bundesrepublik Deutschland ausgestrahlt. Die militärische Beratung erfolgte durch den Oberst der NVA Hans-Jürgen Usczek sowie das Militärhistorische Museum Dresden.

## Weitere technische Daten
Produktionsleitung: Hans Bentzien
Szenarium: Hans Pfeiffer
Schnitt: Beate Winker
Kostüme: Doris Haußmann, Margarethe Salow
Regie-Assistenz: Christine Panse
Kamera-Assistenz: Rainer Fresdorf, Peter Mittwoch, Rainer Krugler
Ton: Udo Kroll, Lothar Schwarze
Aufnahmeleitung: Ingeborg Kühnert, Volker Holecek, Reinhard Saczewski, Susanne Jacobson
Pyrotechnik: Rainer Henkel, Lothar Schönberg
Kaskadeure: Hans-Joachim Blumenthal, Hans Grzesznak, Bernhard Schirmer, Wolfgang Steinert

## Inhalt der einzelnen Episoden

### 1. Die Katastrophe
Im Kampf gegen Unfreiheit und Rückständigkeit findet der reformorientierte preußische Offizier Scharnhorst im Freiherrn vom Stein einen Verbündeten gegen die überalterten, konservativen Generale der Preußischen Armee. Scharnhorst trifft sich mit vom Stein im Haus der Gräfin Brühl. Er wird begleitet von dem jungen Leutnant Carl von Clausewitz, der in Marie, die Tochter der Gräfin, verliebt ist, sie aber aufgrund der Standesunterschiede nicht heiraten darf.
Auch der preußische König Friedrich Wilhelm III. ist anfänglich gegen Scharnhorsts Reformbestrebungen. Aufgrund der rückständigen Struktur erlebt die Preußische Armee eine Niederlage gegen die Truppen Napoleons I.

### 2. Der Generalangriff
Aufgrund der Niederlage gegen Frankreich sieht sich König Friedrich Wilhelm III. gezwungen, Reformen anzuschieben und bewegt den Freiherrn vom Stein, ins Amt zurückzukehren. Gegen den Willen des Adels wird die Bauernbefreiung durchgesetzt. In der Armee setzen Scharnhorst, Gneisenau, Clausewitz und Boyen die Abschaffung der Prügelstrafe durch und schaffen ein Volksheer. Mit dem Krümpersystem wird die von Napoleon I. beabsichtigte preußische Truppenreduzierung unterlaufen. Ein Versuch Königin Luises, Napoleon I. zu besseren Konditionen für Preußen im Frieden von Tilsit zu bewegen, scheitert allerdings.

### 3. Die Krise
Marie erhält schließlich die Einwilligung ihrer Mutter zur Heirat mit Clausewitz. Die Hochzeit findet in der Berliner Marienkirche statt. Preußen schließt auf Druck Napoleons I. mit Frankreich ein Bündnis gegen Russland ab, woraufhin Boyen, Clausewitz und Gneisenau in russische Dienste treten. Stein stolpert über eine Intrige der französischen Geheimpolizei und wird auf Druck Napoleons von König Friedrich Wilhelm erneut entlassen. Er flieht über Österreich ebenfalls nach Russland. Scharnhorst verbleibt in Preußen, um vor Ort Einfluss auf den König nehmen zu können.
Gneisenau berät in Russland Zar Alexander I. im Kampf gegen die einfallenden Franzosen und schlägt eine defensive Strategie vor, die den Gegner immer mehr in die Weiten des russischen Raumes lockt. Die russische Armee hinterlässt Napoleon ein brennendes Moskau.

### 4. Die Erhebung
Napoleons Hoffnung auf einen Frieden mit Russland erfüllt sich nicht. Auf dem Rückzug wird die Grande Armée nahezu vollständig vernichtet. Napoleon flieht nach Frankreich. Der französische Rückzug soll durch preußische Truppen unter General Yorck gedeckt werden. Es gelingt General Diebitsch und seinem Adjutanten Clausewitz, Yorck von einem Bündniswechsel zu überzeugen, die Yorck in der Konvention von Tauroggen gegen seinen König vollzieht. Yorck wird dafür als Nationalheld gefeiert.
Den Reformern gelingt es nun, ihre Ideen eines Volksheeres mit Hilfe der Bevölkerung selbst durchzusetzen. Scharnhorst kehrt in den preußischen Dienst zurück und hat engen Kontakt zum König. Es gelingt ihm, diesen zu einem Bündnis mit Russland zu bewegen, das am 28. Februar 1813 in Kalisch abgeschlossen wird.

### 5. Die Hoffnung
Scharnhorst überzeugt den König von der Notwendigkeit einer Landwehr. Er selbst verzichtet auf den Oberbefehl der preußischen Truppen im geplanten Feldzug gegen Frankreich und kann den König dazu bewegen, General Gebhard Leberecht von Blücher für diese Aufgabe zu gewinnen. Zwar verlieren Preußen und seine Verbündeten die Schlacht von Großgörschen, doch erringt Napoleon keinen wirkungsvollen Sieg. Scharnhorst wird in der Schlacht am Knie verwundet. Er lässt die Wunde jedoch nicht ausheilen, da er Österreich zu einem Beitritt zum Bündnis gegen Napoleon gewinnen will, und stirbt in Prag am Wundfieber. In der Völkerschlacht bei Leipzig wird Napoleon geschlagen. Stein erlebt in der Stadt das Elend der Verwundeten, denen von der Leipziger Bevölkerung nicht geholfen wird. Die Reformer sind frustriert.
1830 besucht Gneisenau Clausewitz in dessen Haus. Während die beiden Männer ihre Bemühungen für die Volksbewegung als gescheitert ansehen, argumentiert Marie von Clausewitz damit, dass ihre Zeit noch nicht gekommen ist, sondern spätere Generationen diese Aufgabe vollenden werden.

## Produktionsgeschichte
Die Vorarbeiten zur Serie durch Hans Pfeiffer begannen bereits 1972, als der Historienfilm Lützower erschien, der sich ebenfalls mit den Befreiungskriegen befasste, aber aufgrund gestalterischer Mängel nicht erfolgreich war. Die Serie basierte auf eingehendem Quellenstudium wie der Auswertung von Briefen, Memoiren, Denkschriften, Erlassen und Verträgen. Viele Zitate und Dialoge sind wortwörtlich den Quellen entnommen. Der ursprüngliche Titel „Der Generalangriff“ wurde jedoch von SED-Funktionären abgelehnt.
Nach Angaben von Regisseur Panse diente die Serie dazu, ein in der DDR vorhandenes Bedürfnis nach Tradition zu befriedigen. Der militärische Berater der NVA, Oberst Usczek, war lediglich am Szenarium beteiligt und nicht an den Dreharbeiten. Für historische Details wurden außerdem Berater vom Militärmuseum in Dresden zugezogen. Die Serie wurde an über 50 Orten in 55 Drehtagen abgedreht. Sie war die erste Fernsehserie des DFF, die nicht auf Film, sondern mit MAZ-Technik aufgezeichnet wurde.

## Kritik
„Das Drehbuch zeichnet wenig wirkliche Charaktere. Die Figuren spielen nur Rollen, bilden überwiegend Typen ab. Die Botschaft erfolgt vorwiegend über das Wort, durch zahlreiche Dialoge. Hätte der Regisseur nicht ein so hervorragendes Schauspielerensemble zusammengebracht und dieses möglichst frei agieren lassen, wäre die durch die enge Bindung an die Quellen mit vielen Zitaten aus Briefen oder Memoiren usw. noch zusätzlich befrachtete Spielhandlung gewiß viel unlebendiger geraten. Der künstlerischen Kapazität des Regisseurs und der Schauspieler ist es zu verdanken, daß die marxistisch-lenistischen Interpretationsmuster kaum aufgesetzt wirken, sondern sich aus dem Handeln der Protagonisten zu ergeben scheinen.“

## Überlieferung
1996 produzierte die Bundeszentrale für politische Bildung eine zweiteilige Videoedition, die bis heute in öffentlichen Bildungseinrichtungen zugänglich ist. Im August 2001 wurde die Serie vom MDR erneut ausgestrahlt. Im April 2016 wurde von DDR TV-Archiv eine dreiteilige DVD-Edition herausgegeben.